# Zeche Mit Gott gewagt (Bochum)
Die Zeche Mit Gott gewagt im Bochumer Stadtteil Stiepel ist ein ehemaliges Steinkohlenbergwerk. Das Bergwerk war eine Kleinzeche, Besitzer dieser Kleinzeche war Wilhelm Große-Munkenbeck. Der Betriebsort der Zeche befand sich in der Gräfin-Imma-Straße 122.

## Bergwerksgeschichte
Am 1. Oktober des Jahres 1951 wurde die Kleinzeche als Stollenbergwerk in Betrieb genommen. Im Jahr 1952 wurden mit 13 Bergleuten 6260 Tonnen Steinkohle gefördert. Im Jahr 1955 wurden mit 21 Bergleuten 5659 Tonnen Steinkohle gefördert. Ab diesem Jahr war das Bergwerk auch unter dem Namen Zeche Mitgottgewagt bekannt. Im Jahr 1957 wurde mit 23 Bergleuten die maximale Förderung der Zeche Mit Gott gewagt erbracht, sie lag bei 7067 Tonnen Steinkohle. Im Jahr 1960 wurden mit 17 Bergleuten 5369 Tonnen Steinkohle gefördert. Die letzten bekannten Zahlen stammen aus dem Jahr 1964, damals wurden mit 13 Bergleuten 3444 Tonnen Steinkohle gefördert. Am 30. April des Jahres 1965 wurde die Zeche Mit Gott gewagt stillgelegt.